# Fuenmayor
Fuenmayor is een gemeente in de Spaanse provincie en regio La Rioja met een oppervlakte van 34,29 km². Fuenmayor telt 3.108 inwoners (1 januari 2016).